# Tâm niệm phát tài
Tâm niệm phát tài (giản thể: 呖咕呖咕新年财; phồn thể: 嚦咕嚦咕新年財, tiếng Anh: Fat Choi Spirit) là một bộ phim điện ảnh Hồng Kông thuộc thể loại hài – chính kịch ra mắt vào năm 2002 do Đỗ Kỳ Phong và Vi Gia Huy làm đạo diễn và đồng sản xuất, với sự tham gia diễn xuất của các diễn viên chính gồm Lưu Đức Hoa, Lương Vịnh Kỳ, Lưu Thanh Vân, Cổ Thiên Lạc và Ứng Thể Nhi. Lấy chủ đề về cờ bạc, tác phẩm xoay quanh câu chuyện cứu giúp gia đình của Andy trong bối cảnh gia đình anh lâm vào cảnh khó khăn trước sức ép của những tên trùm mạt chược.
Tâm niệm phát tài có buổi công chiếu tại Hồng Kông vào ngày 8 tháng 2 năm 2002, và nhận về những lời khen ngợi từ giới chuyên môn.

## Nội dung
Andy là một gã đàn ông nghiện cờ bạc có sở thích chơi bộ môn mạt chược, vì điều này mà anh tiêu tán hết cả cơ ngơi tài sản, khiến cả mẹ lẫn em trai Louis đều chán nản và quay lưng. Một ngày nọ, anh gặp gỡ cô nàng móc túi có tên Gigi, từ đó vận đen của anh bỗng chốc trở thành vận đỏ. Anh dần liên tục thắng lớn và ngày càng trở nên giàu có, song anh lại không muốn cưới Gigi khiến cô trở nên thất vọng. Hậu quả là mọi vận may của anh lập tức biến mất, đồng nghĩa với việc anh lại thêm một lần nữa rơi vào tình trạng cháy túi và đen đủi toàn tập. Giờ đây, Andy phải tìm cách cưu mang Louis đang kiệt quệ vì bị lừa lọc, đồng thời không để cho Gigi bị những tên trùm mạt chược lừa đảo lợi dụng.

## Diễn viên
- Lưu Đức Hoa trong vai Andy[1][4][5]
- Lương Vịnh Kỳ trong vai Gigi[1]
- Lưu Thanh Vân trong vai Sean[1]
- Cổ Thiên Lạc trong vai Louis[4][5]
- Ứng Thể Nhi trong vai Cherrie[1]